# 褚載
褚載（?—?），字厚之，籍貫不詳。
家甚贫，客居梁、宋間。《詩史》提到褚載曾以诗投襄阳节度使邢君牙，詩云：“西风昨夜坠红兰，一宿邮亭事万般。无地可耕归不得，有恩堪报死何难？”，文德初年（888年），劉崇龜出鎮浙西，途中路過江西，褚載投文求見，竟誤投給陸威，又觸犯陸家之隱諱。陸威雖激賞其文，終不得重用。乾寧五年（898年）進士及第。餘事不詳。有詩一卷，早佚。《全唐詩》存其詩十四首。